# Ансельм, Валериус

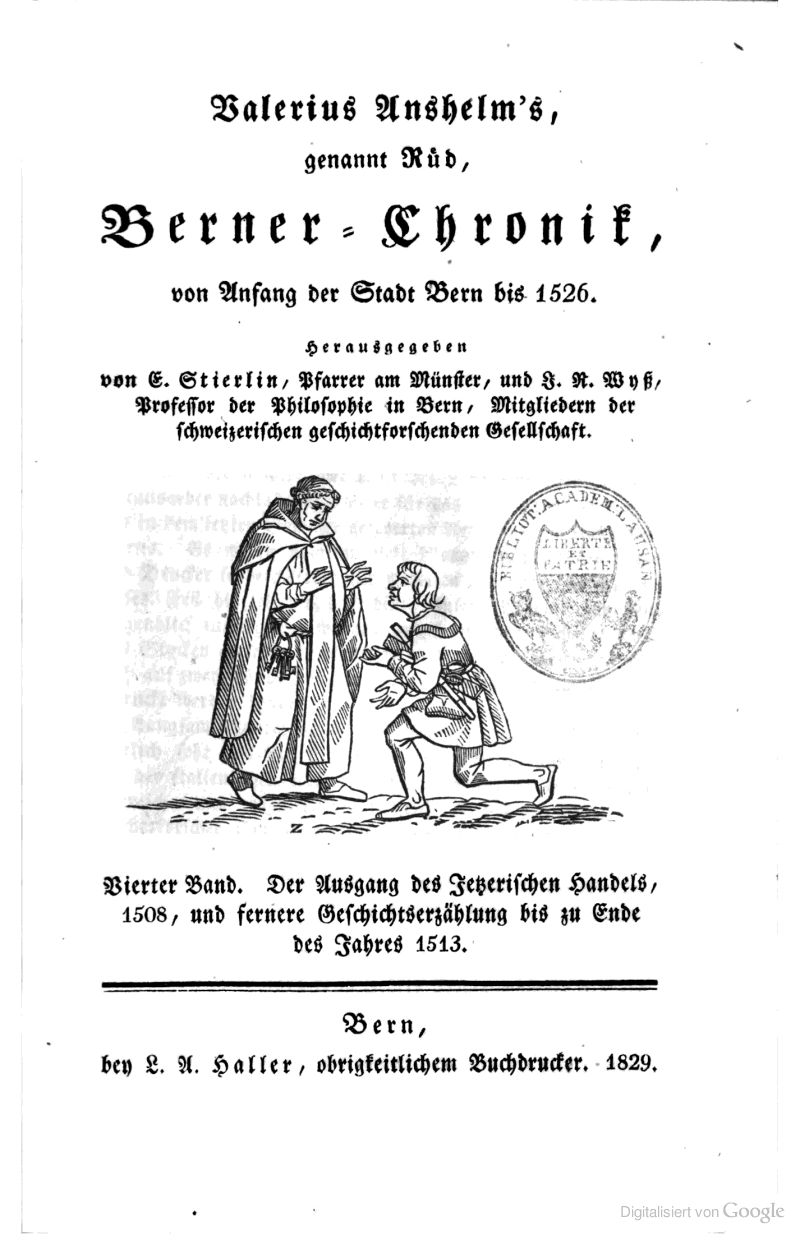
Титульный лист IV тома бернского издания хроники Валериуса Ансельма (1829)

Валериус Ансельм, настоящее имя Валериус Рюд, или Руд (нем. Valerius Anshelm, Valerius der Rüd, 1475, Ротвайль — 1 августа 1546 или 21 февраля 1547, Берн) — швейцарский историк и хронист, автор «Бернской хроники» (нем. Berner Chronik), одной из последних швейцарских иллюстрированных хроник.

## Биография
Родился в швабском городе Ротвайле (ныне Баден-Вюртемберг), исторически связанном со Старой Швейцарской конфедерацией. Дед его Болей Рюд (нем. Boley der Rüd genannt Anshelm) принимал участие в Бургундских войнах (1474—1477) на стороне последней и был знаменосцем Ротвайля. Отец Вильгельм Рюд был зажиточным бюргером и заседал некоторое время в местном городском совете, мать Эльсбет Хубер происходила из Штауфена. 
В 1492—1495 годах учился в Краковском университете, получив звание бакалавра гуманитарных и естественных наук, а в 1496—1499 годах завершил своё образование в Тюбингенском университете, став доктором медицины. По окончании обучения, по обычаям своего времени, отправился в путешествие, в 1501 году побывав в Лионе, а в 1505 году осев в Берне, где получил должность учителя латинской школы, а в 1509 году — место городского врача. 
Будучи горячим сторонником реформации, переписывался с такими видными её деятелями, как Ульрих Цвингли и Иоахим Вадиан. Однако в 1523 году, из-за насмешек над культом Девы Марии он привлёк к себе внимание господствовавшей тогда католической партии, получив выговор в городском совете, за которым последовало значительное сокращение жалования.  Вследствие этого два года спустя Ансельм переехал со своей семьёй в Ротвайль, откуда переписывался с бернским реформатом Бертольдом Халлером. Но и там он вовлечён был в конфликт между католиками и протестантами, оказавшись даже на некоторое время в тюрьме.
Когда в 1528 году реформаты были изгнаны из Ротвайля, вернулся в Берн, и 29 января следующего года по рекомендации Цвингли назначен был официальным летописцем города, в котором к тому времени победили протестанты. С 1535 по 1537 год снова служил там также городским врачом. Умер между 1 августа 1546 года и 21 февраля 1547 года, точная дата смерти не установлена.

## Сочинения
Городской совет Берна, поручивший Ансельму составить местную хронику, предполагал, что тот продолжит труд, начатый во второй половине XV века хронистами Конрадом Юстингером и Диболдом Шиллингом Старшим, но в итоге он написал оригинальное сочинение, охватывающее историю Швейцарии и сопредельных государств со времени Бургундских войн (1474—1477) до 1536 года. 
В хронике, составлявшейся на немецком языке с 1529 по 1546 год, после краткого предисловия, подробно рассказывается о событиях военной, дипломатической и церковной истории швейцарских кантонов второй половины XV — первой трети XVI века, в частности об их войнах с Бургундией, Швабским союзом (1499) и Габсбургами, а также о начале реформации в Германии и Швейцарии, Итальянских войнах (1494—1559), крестьянской войне в Германии (1525—1526), создании Шмалькальденского союза и пр. При этом сообщения с 1526 по 1536 год фрагментарны, что, вероятно, объясняется, недостатком у автора времени в условиях развернувшейся в те годы в Ротвайле и Берне острой религиозной и политической борьбы. 
В качестве источников, помимо вышеназванных хроник Конрада Юстингера и Диболда Шиллинга Старшего, Ансельм пользовался «Хроникой Швабской войны» Каспара Фрея (1500), «Люцернской хроникой» Диболда Шиллинга Младшего (1513), а также документами из архивов Берна, Люцерна, Цюриха и Шаффхаузена, властям которых отправлены были с этой целью рекомендательные письма.
Повествование Ансельма, убеждённого протестанта и последовательного провиденциалиста, содержащее яркие характеристики событий, свидетелем и участником которых был он сам, отличается вниманием к бытовым деталям из жизни горожан и простых наёмников. Масса важных подробностей, доступность языка, при объективном освещении фактов и наличии элементов исторической критики, делает Ансельма одним из крупнейших швейцарских историков эпохи Реформации. 
С 1510 года он составлял также на латыни компилятивную «Всемирную историю» (нем. Weltgeschichte), продолжив её до 1536 года, которая была напечатана в 1540 году в Берне Маттиасом Апиарием.
Рукопись «Бернской хроники» Ансельма долгое время не была широко известна и хранилась в архиве Берна невостребованной, пока её не обнаружил там историк Михаэль Стеттлер, использовавший и продолживший её в собственной «Швейцарской хронике» (нем. Stettler Schweizerchronik) (1626). Комментированное научное издание хроники Ансельма выпущено было в 1825—1833 годах в Берне в 6 томах Рудольфом Иммануилом Штирлином и Иоганном Рудольфом Виссом, в 1838 году там же в 10 томе «Историков Швейцарии» (нем. Schweizerischen Geschichtsforscher) опубликованы были её фрагменты за 1526—1536 годы.

## Публикации
- Berner Chronik, v. Anfang d. Stadt bis 1526, hrsg. von R. E. Stierlin und J. R. Wyss, 6 Bd. — Bern, 1825—1833.
- Die Berner-Chronik des Valerius Anshelm, hrsg. von Hist. Ver. d. Kt. Bern E. Blösch // Vom Historischen Verein des Kantons Bern, Bd. 6. — Bern, 1884—1901.